# 高橋義孝
高橋 義孝（たかはし よしたか、1913年3月27日 - 1995年7月21日）は、日本のドイツ文学者・評論家・随筆家。学位は、文学博士（東京大学・論文博士・1961年）（学位論文「文学研究の諸問題」）。九州大学教授、名古屋大学教授などを歴任。

## 経歴

### 出生から修学期
1913年、東京府東京市神田区生まれ。錦華尋常小学校、第二東京市立中学校（現東京都立上野高等学校）で学び、その際には福田恆存と同級であった。旧制高知高等学校を経て、東京帝国大学独文科に進んだ。1935年、東京帝国大学を卒業。その後は同大学大学院に進学し、1936年に卒業。翌1937年よりフンボルト財団給費生としてベルリン大学へ留学。1938年、ケルン大学へ移りドイツ文学を学んだ。

### ドイツ文学者として：戦前
1939年に帰国し、東京の旧制府立高等学校教授に就いた。教鞭を執る一方で、翻訳のほか文芸評論を発表した。1944年、陸軍科学学校教授としてドイツ語を教えた。また、第二次世界大戦中はナチスの紹介もした。またマルクス主義の文学理論を批判し、戦後もその姿勢は継続した。

### 戦後
1947年に北海道大学法文学部助教授となるも、北海道が東京からはるか離れた僻地であることに嫌気が差して1948年に退官。その後は執筆に専念するが、1950年、九州大学助教授の任に就いた。1954年、教授昇格。1961年、学位論文『文学研究の諸問題：ドイツ文芸学を中心として』を東京大学に提出して文学博士の学位を取得。1968年、ベルリン大学客員教授。1970年、九州大学を辞任。1973年、名古屋大学教授となり、1976年に定年退官。その後は桐朋学園短期大学名誉教授として週1回講義をしていた。
教授時代は終始一貫して東京の自宅を動かず、九州大学時代は最初は国鉄の寝台車で、のちにジェット機で東京との間を往復し「ジェット教授」と呼ばれ、名古屋へも新幹線で通勤した。

## 受賞・栄典
- 1955年：『森鴎外』で第6回読売文学賞（文芸評論賞）を受賞。

## 研究内容・業績
専門はドイツ文学で、マン、フロイト、ゲーテなどの訳書も多い。また、江戸っ子をもって任じ、洒脱な随筆を数多く刊行した。

## 人物・交遊
- 師は内田百閒と尾崎士郎。百閒の愛猫ノラが失踪した際、酒に酔って「今頃は三味線の胴と化してますよ」と電話を入れた事が逆鱗に触れ、しばらく出入り差し止めとなった（電話の件は、百閒の『ノラや』にも登場する）。
- 弟子に山口瞳がいる。
- 子供の頃から相撲好きで、1964年、横綱審議委員会委員、1981年には委員長になった。
- 江戸っ子をもって任じ、蝶ネクタイがトレードマークだった。

## 家族・親族
- 息子：高橋鷹志は東京大学名誉教授（工学部、建築学）。

## 著作

### 著書
- 『ナチスの文学』牧野書店 1941
- 『構想する精神 独逸文学論集』育英書院 1942
- 『批評・懐疑・超克』鱒書房 1947
- 『マン・ヘッセ・カロッサ』南北書園 1947
- 『文芸学批判』国土社 1948
- 『森鷗外』雄山閣 1948
- 『芸術について』玄理社 1948
- 『芸術の秘密 芸術批評における享受の問題』東大協同組合出版部 1949
- 『ゲーテ小伝』郁文堂書店 1949
- 『文芸の心理学』日本教文社(教文新書) 1955
- 『思想の抜け穴』読売新書 1955
- 『ぼくの文芸評論』大日本雄弁会講談社 1955
- 『無意識』新潮社(一時間文庫)1955
- 『随筆合切袋』大日本雄弁会講談社(ミリオン・ブックス) 1955
- 『落ちていた将棋の駒について』暮しの手帖社 1955
- 『随筆大名の酒盛り』新潮社 1955
- 『現代ドイツ文学』要書房(要選書) 1955
- 『随筆狸の念仏』大日本雄弁会講談社(ミリオン・ブックス) 1956
- 『文学と人生』河出新書、1956
- 『まぬけの効用』文藝春秋新社 1956
  - 文春文庫
- 『現代文学の相貌』英宝社、1956
- 『幸福になる条件 ひとつの考え方』（1957年、新潮社）
- 『イエスとノーの間』新潮社、1957
- 『しかしながら』実業之日本社、1957
- 『色けと食いけ』六月社、1957
- 『私の人生料理術』角川書店 1957
- 『随筆ひとり相撲』大日本雄弁会講談社(ミリオン・ブックス) 1957
- 『芸術文学論集』東京創元社 1958
- 『道徳の笑いと怒り』新潮社 1958
- 『文学研究の諸問題 ドイツ文芸学を中心として』新潮社 1958
- 『現代不作法読本』文藝春秋新社、1958
  - 文庫化：角川文庫、文春文庫
- 『現代知性全集13 高橋義孝集』日本書房、1958
- 『あたふたの記』雪華社、1959
- 『この日この時』新潮社、1959
- 『無意識の発見』光書房、1959
- 『ヰタ・セクスアリス』中央公論社、1959
- 『死と日本人 文学論集』室町パブリシティー 1959
- 『人生短期大学』文藝春秋新社 1960
- 『おんな大学』新潮社 1961
- 『日本再発見』ダイヤモンド社 1963
- 『日本旅情』新潮社 1963
- 『悩んでいます 幸せへのアドバイス』秋田書店(サンデー新書) 1964
- 『旅・酒・浮世』秋田書店(サンデー新書)　1964
- 『わたくしの東京地図』文藝春秋新社 1964
- 『近代芸術観の成立』（1965年、新潮社）[4]
- 『おやじといたしましては』オリオン社 1965
- 『穏健なペシミストの観想』新潮社 1967
- 『ワレハ雲ヲ愛ス 最新随筆集』オリオン出版社 1968
- 『芸術・文学小論集』中央大学出版部 1970
- 『帰りなんいざ』講談社 1970
- 『言説ノ指』同信社 1971
- 『文学非芸術論』新潮社 1972
- 『酒客酔話』日本交通公社(ベルブックス) 1972
- 『酒飲みの詭弁 ユーモアエッセイ集』番町書房 1974
- 『新つれづれ草 随筆選』角川文庫 1975
- 『叱言たわごと独り言』新潮社 1976
  - 新潮社文庫
- 『飲み食いのこと』ゆまにて 1976
- 『高橋義孝文芸理論著作集』人文書院 1977
- 『蝶ネクタイとオムレツ』文化出版局 1978
  - 講談社文庫
- 『芸術と精神分析』人文書院 1979
- 『ファウスト集注 ゲーテ『ファウスト』第一部・第二部注解』郁文堂 1979
- 『粋と野暮の間』PHP研究所 1980
  - PHP文庫
- 『旅路の想い 辛口日本紀行』PHP研究所 1980
- 『大人のしつけ紳士のやせがまん』新潮社 1981
  - 新潮社文庫
- 『生々流転』阪急コミュニケーションズ 1981年
- 『言いたいことばかり』新潮文庫 1981
- 『すこし枯れた話』講談社 1981
  - 講談社文庫
- 『こんな考え方』講談社 1982
- 『へんくつの発想』新潮文庫 1982
- 『大相撲のすがた』平凡社 1984
- 『夜目遠目的はずれ』PHP研究所 1984
- 『能のすがた』平凡社 1984
- 『若気のいたり年寄の冷や水』新潮文庫 1984
- 『華の園』朝日新聞社 1985
- 『芸術・文学覚書 ユングとフロイトその他』同学社 1987
- 『私の人生頑固作法 高橋義孝エッセイ選』講談社文芸文庫 2001
- 『蝶ネクタイ先生の飲み食い談義』河出文庫 2024

## 共著・編著
- 『日本の文学　文学案内』久松潜一・今井源衛、新潮社、1962
- 『ドイツの文学　文学案内』国松孝二、新潮社、1963
- 『作法・不作法 師弟対談』山口瞳、角川書店、1974、集英社文庫、1984
- 『大相撲』（北出清五郎と）平凡社カラー新書、1977
- 『旅情100選 エッセイ集』（編著）日本交通公社、1980
- 『対談集 ひと筋の人』平凡社、1981

## 訳書
- 『成年の秘密』ハンス・カロッサ著、冨山房百科文庫 1939、のち新潮文庫
- 『復讎』ハンス・グリム著、三笠書房 1941
- 『ラオコオン』レッシング著、呉茂一共訳 筑摩書房 1942
- 『理念の形成』ローゼンベルグ著、吹田順助共訳 紀元社 1942
- 『ドイツ国民文芸学』ヴァルター・リンデン/ハインツ・キンダーマン編、博文館 1943
- 『独逸浪曼派』パウル・クルックホーン著、青木書店 1943
- 『自由の問題』トオマス・マン著、佐藤晃一共訳 日本橋書店 1946
- 『ゲエテとトルストイ 人間性への考察』トオマス・マン著、山水社 1946、のち新潮文庫
- 『リアリズムと憧憬の文学』シルレル著、若草書房 1948
- トーマス・マン『トニオ・クレーゲル』今日社 1949、のち新潮文庫
- 『ドイツ文学史第2巻』ヴイルヘルム・シェーラー著、創元社 1949
- 『鐵手のゲッツ』(ゲエテ名作選) ゲーテ著、中央公論社 1949
- 『若きウェルテルの悩み』ゲーテ著、新潮文庫 1951
- 『マリオと魔術師』トーマス・マン著、新潮文庫 1951
- H.J.ゼーリング『トスカナの恋人』岩波書店 1952
- 『変身』フランツ・カフカ著、新潮文庫 1952
- 『指導と信従 わが人生メモ』カロッサ著、新潮文庫 1953
- 『恋愛論』ゲオルク・ジンメル著、辻王星共訳、玄海出版社 1953
- 『みずうみ』テオドール・シュトルム著、新潮文庫 1953
- クルト・ハス編『運命の下の青年 戦後ドイツ青年男女の手紙』新潮社 1953
- シュミート『ニッポン再発見』中込忠三共訳 角川新書 1953
- 『フロイド選集7 芸術論』日本教文社 1953、のち新版
- トーマス・マン『欺かれた女』新潮社 1954
- 『フロイド選集第11・12巻 夢判断』日本教文社 1954-55、のち新版
- エルンスト・ユンガー『文明について』 江野専次郎共訳 新潮社 1955
- ハンス・カロッサ『ルーマニヤ日記』新潮文庫 1956
- カール・グスタフ・ユング『人生の午後三時』新潮社 1956
  - 新版『無意識の心理』日本教文社「ユング選集」
- 『三色菫・溺死』シュトルム著、新潮文庫 1957
- 『ヴェニスに死す』トーマス・マン著、新潮文庫 1958
  - のち「全集」新潮社収録
  - 『トニオ・クレーゲル／ヴェニスに死す』新潮文庫　1967 のち改版
- 『芸術の歴史 美術と文学の社会史』アーノルド・ハウザー著、平凡社、1958-59
  - 新版改題『芸術と文学の社会史』
- 『ヨゼフとその兄弟たち』(世界文学全集) トーマス・マン著、菊盛英夫・佐藤晃一共訳、新潮社 1958。のち「全集4・5」
- 『ウイルヘルム・マイスターの修業時代』(全集5) ゲーテ著、人文書院 1960。「ゲーテ 新潮世界文学」ほか
- 『性の世界史』モールス著、生松敬三・中野孝次共訳 新潮社 1960
- 『愛情の心理学』(フロイド選集 第14巻) フロイド著、日本教文社 1960、のち新版
- 『ある詐欺師の回想 フェリクス・クルルの告白』(世界文学全集) トーマス・マン著、森川俊夫・円子修平共訳、新潮社 1961、他に「全集 7」
- 『ファウスト』(世界文学全集) ゲーテ著、新潮社 1962
  - 新潮文庫 1967-68 のち改版
- 『魔の山』(世界文学全集) マン著、新潮社 1963
  - 新潮文庫 1969 のち改版、他に「全集3」
- 『特性のない男』ローベルト・ムジール著、共訳、新潮社 1964-66
- 『ゲーテ対話録』第4・5巻、W.ビーダーマン/F.ビーダーマン編、白水社 1968-70
- 『精神分析入門』(著作集1) フロイト著、懸田克躬ほか共訳、人文書院 1971
  - 『精神分析入門』 下坂幸三共訳 新潮文庫 1977、のち改版
- 『フロイト その人間像』ルートヴィヒ・マルクーゼ著、高田淑共訳 日本教文社 1972
- 『レンブラント　芸術哲学的試論』ゲオルク・ジンメル、岩波書店 1974
- 『ゲーテ その生涯と作品』アルベルト・ビルショフスキ著、佐藤正樹共訳 岩波書店 1996

## 記念論集
- 『ゲルマニスティクの諸相』高橋義孝先生還暦記念論集刊行会 1975